# 塔花山梗菜
塔花山梗菜（学名：Lobelia pyramidalis）为桔梗科半边莲属下的一个种。

## 扩展阅读
- 維基物種上的相關：塔花山梗菜